# Stazione di Sant’Anatolia di Narco-Scheggino
Stazione di Sant'Anatolia di Narco-Scheggino vasútállomás Olaszországban, Umbria régióban, Sant'Anatolia di Narco településen.

## Vasútvonalak
Az állomást az alábbi vasútvonalak érintik:
- Spoleto-Norcia-vasútvonal

## Kapcsolódó állomások
A vasútállomáshoz az alábbi állomások vannak a legközelebb: 